# Diallo M'Bodji Sène
Pour les articles homonymes, voir Sène.
Diallo M'Bodji Sène, née en juillet 1952 à Bamako, est une femme politique et ingénieure malienne. Elle a notamment été ministre de l'Emploi et de la Promotion professionnelle de 2004 à 2005 et ministre de la Promotion de la Femme, de l'Enfant et de la famille de 2005 à 2007.

## Biographie
Diallo M'Bodji Sène est diplômée en statistique au Centre européen de formation des statisticiens économistes des pays en voie de développement à Paris en 1974 et au Centre démographique ONU-Roumanie en 1978, et obtient deux diplômes de spécialisation en programmation informatique au Centre privé d'études pratiques d'informatique et d'automatique de Versailles en 1986 et à l'Institut africain d'informatique de Libreville en 1989.
Haut fonctionnaire, elle travaille au ministère du Plan et de la Coopération internationale et au ministère de l'Économie, des Finances et du Plan dans les années 1990, puis au ministère de la Promotion de la Femme, de l’Enfant et de la Famille au début des années 2000. Elle devient ministre déléguée de l'Emploi et de la Promotion professionnelle le 11 novembre 2002 avant de devenir ministre titulaire le 2 mai 2004. Le 20 juin 2005, elle devient ministre de la Promotion de la Femme, de l'Enfant et de la famille. Elle quitte le gouvernement le 3 octobre 2007.
Le 30 mars 2009, elle devient présidente du Conseil de gestion du Conseil de régulation des Télécommunications (devenue en 2011 Autorité malienne de régulation des télécommunications et postes) et préside le Conseil d’administration jusqu'au 1er août 2013.  